# Peau (tannerie)
Pour les articles homonymes, voir Peau (homonymie).

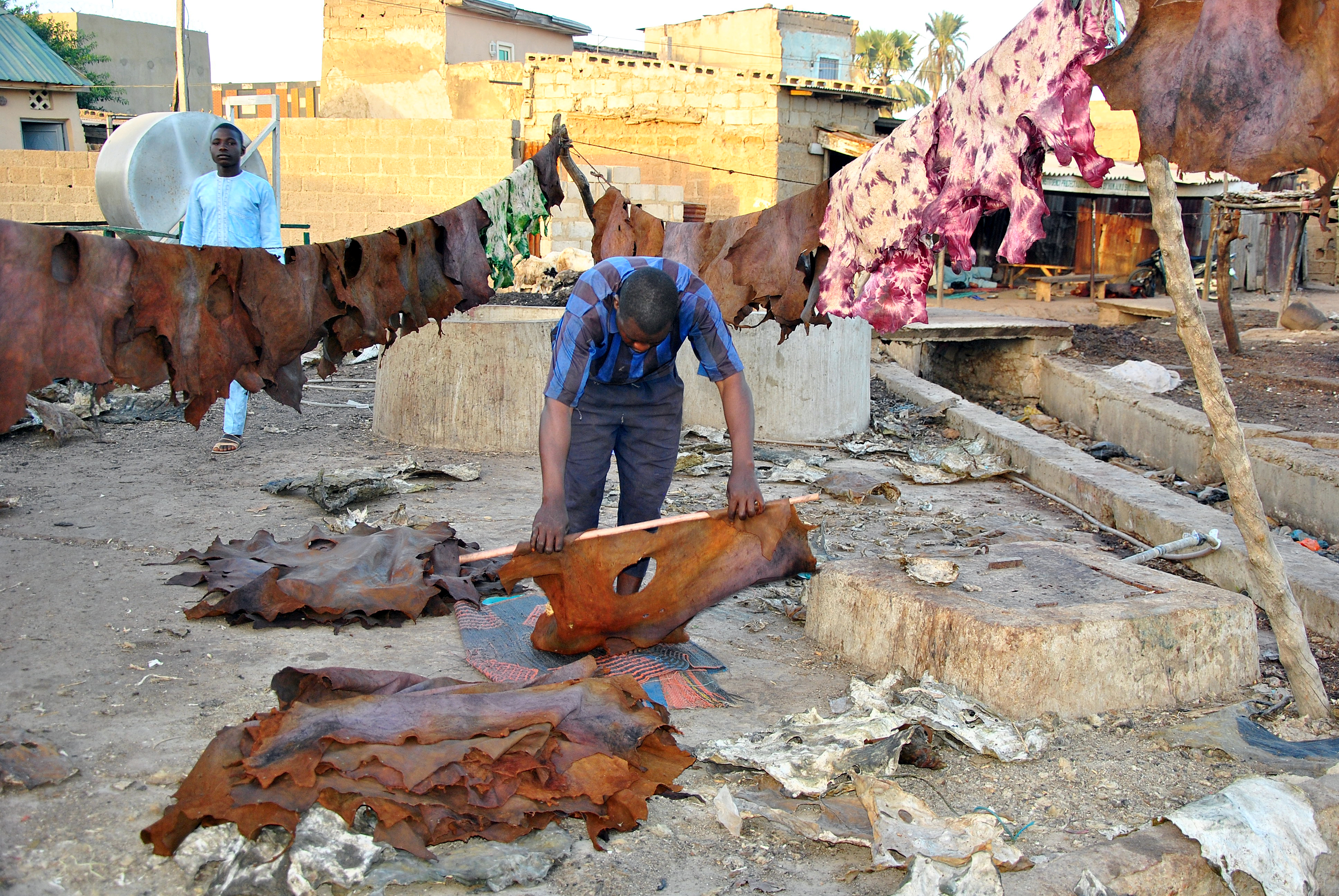
Travail des peaux au Nigeria.

La peau ou « peausserie » désigne la peau animale traitée en vue d'un usage particulier. Les usages finaux de celle-ci peuvent être la fabrication de chaussures, d'habits, d'articles de maroquinerie, de bagages, d'accessoires de mode, etc.  Le cuir est aussi utilisé en ameublement par les tapissier garnisseurs, pour la décoration intérieure, le harnachement des chevaux, ainsi que par diverses industries, aussi bien dans leurs équipements de production que dans leurs produits finis. 
Certaines peaux sont récupérées sur des proies capturées lors de chasses, et transformées avec des méthodes domestiques ou artisanales mais la plupart des activités de fabrication du cuir est industrialisée et utilise comme matière première les peaux des animaux d'élevage abattus : le plus souvent des bovins, équins, porcins, caprins, ovins, etc. et des procédés de fabrication variés et complexes englobés dans les termes de tannerie pour les peaux de bovins, équins et porcins, ou de mégisserie pour les peaux de caprins et ovins.
Pour les peaux dont les poils ou la fourrure sont conservés, qu'elles soient issues d'animaux d'élevage comme les peaux de visons et autres animaux à fourrure, ou d'animaux chassés comme les renards, les loups, les lynx, les ours, etc., on parle de pelleterie.

## Histoire
Les Weights and Measures Acts, qui sont parmi les statuta incerti temporis datant d'environ 1300, mentionnent le cuir brut, les gants, les parchemins et le vélin comme principaux objets de commerce dans le Royaume d'Angleterre. Une cargaison standard de cuir (une last) consistait de 20 dicker de 10 peau de vache. Le lapin de garenne et l'écureuil gris étaient commercés et taxés en timbers de 40 peaux chacune. Skins were also traded in binds of 32 or 33 skins each, while gloves were sold in dickers of 10 pair and dozens of 12 pair. Le parchemin et le vélin étaient échangé contre une douzaine de peau de mouton à partir desquels ils étaient préparé.

## Production

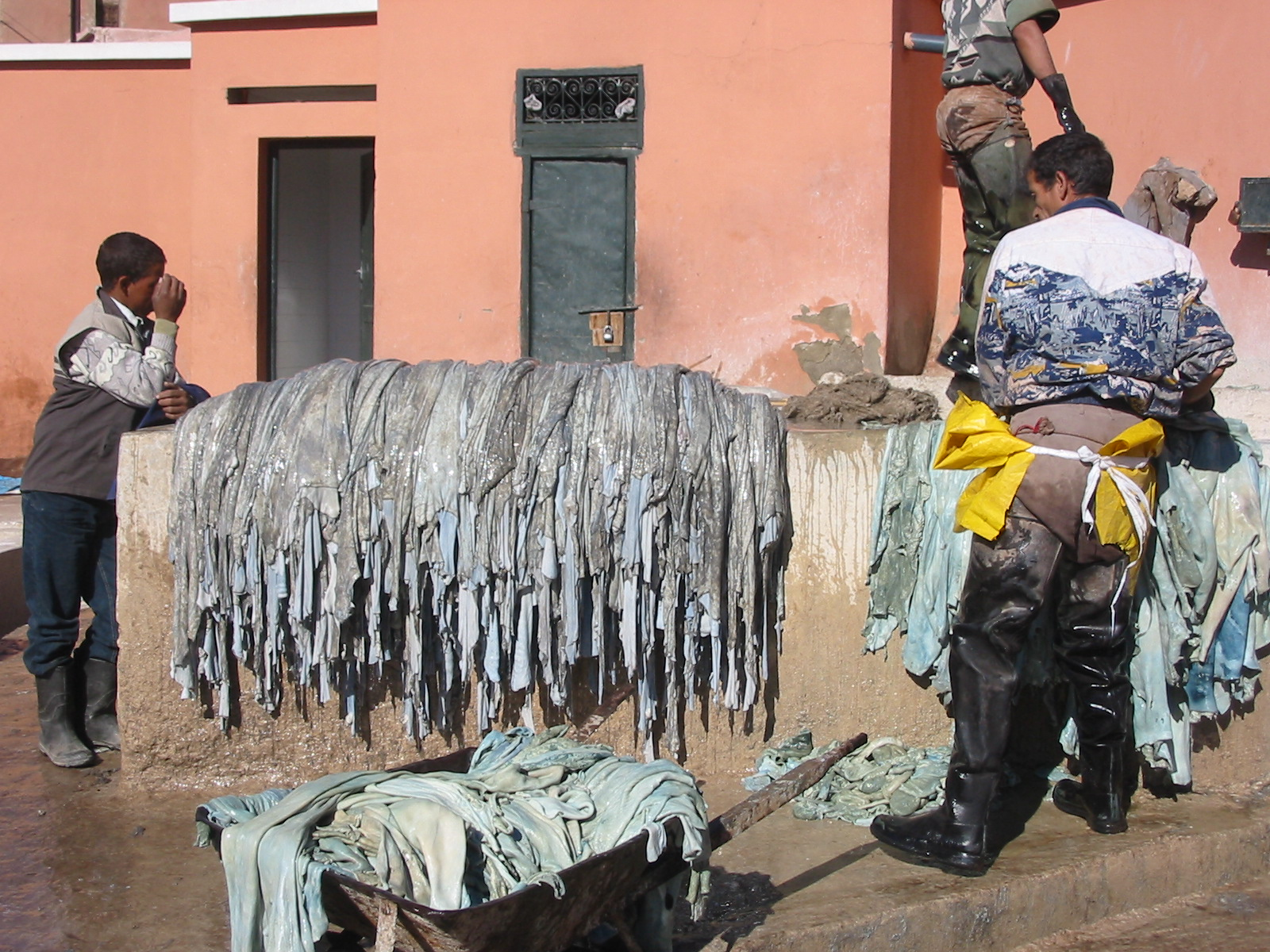
Cuir fraichement tanné.

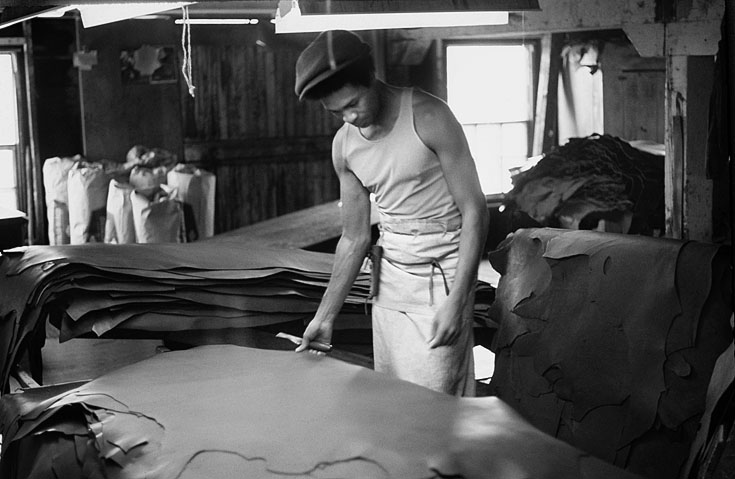
Évaluation des cuir.

## Sources
- (en) Cet article est partiellement ou en totalité issu de l’article de Wikipédia en anglais intitulé « Hide (skin) » (voir la liste des auteurs).